# Andrzej Płaza
Andrzej Płaza (ur. 22 lipca 1951, zm. 21 listopada 2013) – polski adwokat i działacz polityczny, członek Trybunału Stanu (1989–1991).

## Życiorys
W 1982 został wpisany na listę adwokatów Okręgowej Rady Adwokackiej w Opolu. Był jednocześnie działaczem Chrześcijańskiego Stowarzyszenia Społecznego. Zasiadał w Wojewódzkiej Radzie Narodowej w Opolu z ramienia ChSS. W 1989 wszedł w skład Rady Naczelnej Unii Chrześcijańsko-Społecznej. W latach 1989–1991 zasiadał w Trybunale Stanu z rekomendacji UChS. W wyborach samorządowych w 2002 bez powodzenia ubiegał się o mandat radnego sejmiku opolskiego z listy POPiS. 
W 1998 został członkiem opolskiej ORA, był także rzecznikiem dyscyplinarnym. W latach 2004–2010 pełnił funkcję wicedziekana Okręgowej Rady Adwokackiej w Opolu. Otrzymał odznaczenie "Adwokatura Zasłużonym" przyznany przez prezydium Naczelnej Rady Adwokackiej.